# رجل منقوع

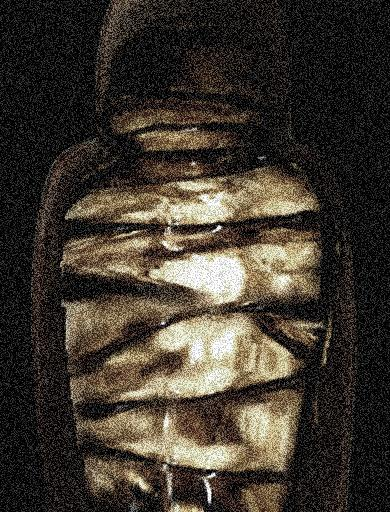
رجل مملوء (انطباع فني)

الرجل المنقوع في العسل/ أو المتحلل في العسل(mellified man)، المعروف أيضًا باسم حلوى المومياء البشرية ، كان عبارة عن مادة طبية أسطورية تم إنشاؤها عن طريق نقع جثة بشرية في العسل . وقد تم ذكر هذا الخليط بالتفصيل في المصادر الطبية الصينية ، بما في ذلك كتاب بنكاو جانجمو الذي يعود تاريخه إلى القرن السادس عشر. استنادًا إلى رواية من مصدر ثانوي، مفادها أن بعض الرجال المسنين في الجزيرة العربية ، الذين يقتربون من نهاية حياتهم، كانوا يخضعون أنفسهم لعملية تحنيط في العسل لإنشاء حلوى علاجية. 
تختلف هذه الحالة عن عملية التبرع بالجسد المتعارف عليها من أجل التضحية بالنفس؛؛ حيث تبدأ عملية التقطير بشكل مثالي قبل الموت. ويتوقف المتبرع عن تناول أي طعام غير العسل، بل ويذهب إلى الاستحمام بالمادة أيضا. وبعد فترة قصيرة، سيصبح براز المتبرع وحتى عرقه مكونًا من العسل. و في الأخير، عندما يثبت أن هذا النظام الغذائي قاتل في النهاية، يتم وضع جسد المتبرع في تابوت حجري مملوء بالعسل. 
وبعد قرن من الزمان أو نحو ذلك، يتحول المحتوى إلى نوع من الحلوى التي يقال إنها قادرة على شفاء الأطراف المكسورة وأمراض أخرى أيضا. سيتم بعد ذلك بيع هذه الحلوى بسعر باهظ في أسواق الشوارع باعتبارها سلعة يصعب العثور عليها.[بحاجة لمصدر]

## علم أصول الكلمات
يطلق بنكاو جانجمو على هذا الخليط اسم ميرين (蜜人)، والذي يترجم إلى "شخص العسل" أو "الرجل المنقوع في العسل". Miziren (蜜漬人 "الشخص المشبع بالعسل") هو مرادف حديث. المكان الذي جاء منه هو تيانفانغو ، وهو الإسم القديم للجزيرة العربية أو الشرق الأوسط. الكلمة الصينية munaiyi (木乃伊)، إلى جانب الكلمات المستعارة "مومياء" في العديد من اللغات الأخرى، مشتقة من الكلمة العربية mūmīya (مومياء) أو من الكلمة الفارسية mūmiyâyī ( مومیایی "مومياء"، وهي مشتقة من كلمة "شمع" (mūm ).

## الأصول
أقدم السجلات المعروفة عن الجثث المحنطة تأتي من المؤرخ اليوناني هيرودوت (القرن الرابع قبل الميلاد) الذي سجل أن الآشوريين اعتادوا تحنيط موتاهم بالعسل.  وبعد قرن من الزمان، ورد أن جسد الإسكندر الأكبر محفوظ في تابوت مملوء بالعسل، وهناك أيضًا دلائل تشير إلى أن هذه الممارسة كانت معروفة لدى المصريين.  
تم العثور على سجل آخر للنقع في العسل في Bencao Gangmu (القسم 52، " الإنسان كدواء ") تحت مدخل munaiyi (木乃伊 "مومياء"). مقتبس من Chuogeng lu (輟耕錄، "محادثات أثناء استراحة المحراث"، ج. 1366) لعالم أسرة يوان Tao Zongyi (陶宗儀) و Tao Jiucheng (陶九成).
وفقًا لجوزيف نيدهام ولو جوي-جين ، كان هذا المحتوى عربيًا ، لكن لي شيزين خلط بين القصة والعادات البورمية المتمثلة في حفظ جثث الرهبان وكبار الرهبان في العسل، بحيث "تم دمج المفهوم الغربي للدواء المصنوع من لحم بشري دائم مع الدافع البوذي المميز للتضحية بالنفس من أجل الآخرين". أما في "متصلب: الحياة الغريبة لجثث بشرية" ، فقد أشارت الكاتبة ماري روتش أن الكتاب لا يعرف مدى صحة قصة الرجل المتحلل في العسل. 

## في الثقافة الشعبية
- رواية بيت الدراويش للكاتب إيان ماكدونالد تتضمن مطاردة لرجل ضعيف.
- يتضمن جزء من الحلقة الثامنة من الموسم الرابع من برنامج الأطفال البريطاني التاريخي Horrible Histories هذا المفهوم.
- أغنية "Sweet Bod" التي غنّاها نيل سيسيريجا (المعروف أيضًا باسم ليمون ديمون ) في ألبوم Spirit Phone لعام 2016 تدور حول هذا المفهوم، وتحتوي على العديد من الكلمات التي تدور حول جثة محنطة في العسل، وبيع العسل المذكور لأغراض طبية. [7]